# Lachmuskulatur

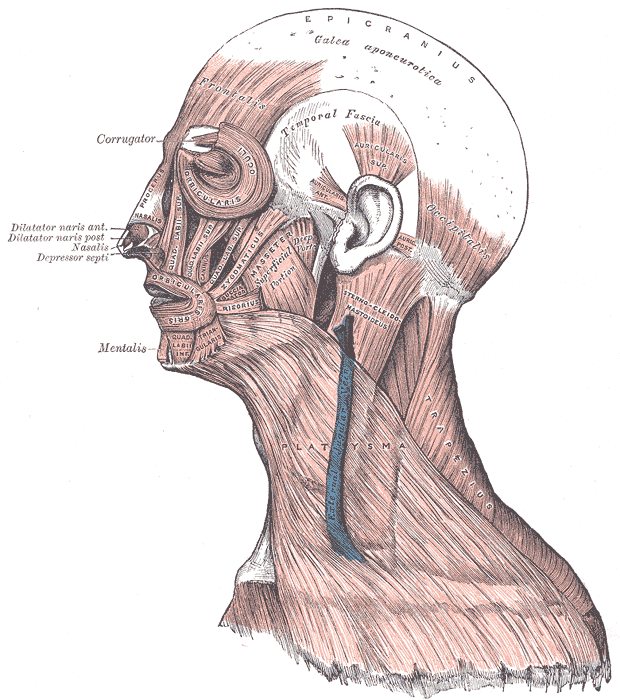
Muskeln von Kopf, Gesicht und Hals

Als Lachmuskulatur bezeichnet man diejenigen mimischen Muskeln, die die charakteristische Mimik des Lachens oder Lächelns erzeugen. In der Hauptsache sind dies der Musculus zygomaticus major, der vom Jochbogen her die Mundwinkel nach oben zieht, und der tiefer liegende Musculus risorius – ein flaches, dünnes Muskelbündel, das von der unteren Wangengegend zum Mundwinkel quer verläuft und als gesonderter Teil des breiten Hautmuskels am Hals, des Platysmas, aufgefasst werden kann.
Je nach Art und Stärke des freudigen Ausdrucks können neben diesen beiden noch weitere mimische Muskeln beim Lachen in unterschiedlichem Ausmaß angespannt werden. Die Lachmuskeln werden vom Nervus facialis, dem VII. Hirnnerven innerviert, der auch alle anderen mimischen Muskeln versorgt.